# Anastasia Gimazetdinova
Anastasia Gimazetdinova, née le 19 mai 1980 à Tachkent, est une patineuse artistique ouzbèke à la retraite.

## Biographie

### Vie personnelle
Anastasia Gimazetdinova est née le 19 mai 1980 à Tachkent, en République socialiste soviétique d'Ouzbékistan. En juin 2008, elle se marie avec Eduard Kamynin, un athlète russe. Elle divorce puis se marie, en 2012, avec Gregory Kipnis. Elle a une fille, Anastasia, née le 30 novembre 2012.

### Carrière sportive
Anastasia Gimazetdinova est entraînée par Igor Ksenofontov jusqu'à la mort de ce dernier en 1999. Après une période sans entraîneur, elle travaille avec Peter Kiprushev à partir de 2001.
Elle participe aux Jeux olympiques de 2006, terminant 29e. Gimazetdinova termine sa carrière par une participation aux Jeux asiatiques d'hiver de 2011. Retraitée, elle entraîne à Iekaterinbourg.

## Palmarès
| Compétition                         | 1998    | 1999    | 2000    | 2001    | 2002    | 2003    | 2004    | 2005    | 2006    | 2007    | 2008    | 2009    | 2010    | 2011    |
| Jeux olympiques d'hiver             |         |         |         |         |         |         |         |         | 29e     |         |         |         | 23e     |         |
| Championnats du monde               |         |         | 28e     |         |         | 23e     |         |         | 21e     | 19e     | 21e     | 31e     | 23e     |         |
| Quatre continents                   |         | 8e      | 12e     | 26e     | 14e     | 9e      | 18e     | F       | A       | 12e     | 9e      | 12e     | 11e     |         |
| Championnats d'Ouzbékistan          | 2e      | 2e      | 2e      | 2e      | 2e      | 1re     | 1re     | 1re     | F       | F       | F       | F       | 1re     | 1re     |
|                                     |         |         |         |         |         |         |         |         |         |         |         |         |         |         |
| Grand Prix ISU                      | 1997/98 | 1998/99 | 1999/00 | 2000/01 | 2001/02 | 2002/03 | 2003/04 | 2004/05 | 2005/06 | 2006/07 | 2007/08 | 2008/09 | 2009/10 | 2010/11 |
| Coupe de Chine                      |         |         |         |         |         |         | 11e     |         |         |         |         |         |         |         |
| Trophée de France                   |         |         |         |         |         |         |         |         |         |         | 12e     | 8e      |         |         |
| Coupe de Russie                     |         |         |         |         |         |         |         |         | 7e      | 11e     |         |         | 12e     |         |
| Trophée NHK                         |         |         |         |         |         |         |         |         |         |         |         | 11e     |         |         |
| Légende : F = Forfait ; A = Abandon |         |         |         |         |         |         |         |         |         |         |         |         |         |         |